# Chiesa di Sant'Apollonia (Roma)
La chiesa di Sant'Apollonia era una chiesa di Roma che si trovava nell'odierna piazza di Sant'Apollonia, nel rione Trastevere. Era dedicata a sant'Apollonia, una vergine di Alessandria che fu martirizzata nel fuoco dopo che le furono strappati i denti. Si trovava accanto alla chiesa di Santa Margherita in Trastevere e al palazzo Leoni Pizzirani, tuttora esistenti.

## Storia

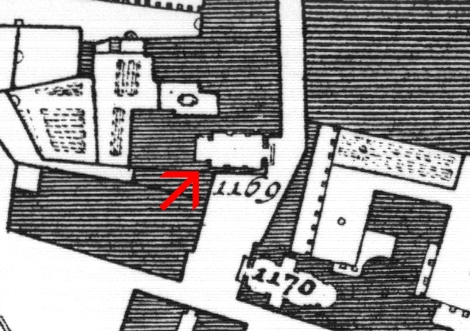
La chiesa nella mappa di Giovanni Battista Nolli del 1748.

Nel 1582, una chiesa e un monastero furono costruiti nel luogo dove sorgeva il palazzo di Paluzza Pierleoni per ospitare le monache del terzo ordine di San Francesco. Si occuparono anche della vecchia chiesa di San Cristoforo, che fu demolita poco dopo. La nuova chiesa fu consacrata il 12 maggio del 1594. Nel 1798, poco dopo l'invasione francese, l'edificio del monastero venne utilizzato come caserma per le truppe occupanti. In seguito, il complesso del monastero fu acquistato dal marchese Andosilla, che intendeva donarlo alla congregazione del Sacro Cuore. Tuttavia, l'edificio era considerato piccolo. Nel 1873, tre anni dopo la presa di Roma, il monastero fu espropriato dallo stato italiano, che distrusse la chiesa nel 1888 e costruì al suo posto un edificio residenziale. Durante i lavori di demolizione, i corpi che si trovavano nel cimitero annesso alla chiesa furono scoperti.
Se della chiesa oggi non resta più nulla, la piazza sulla quale si affacciava ne porta ancora il nome.

## Descrizione

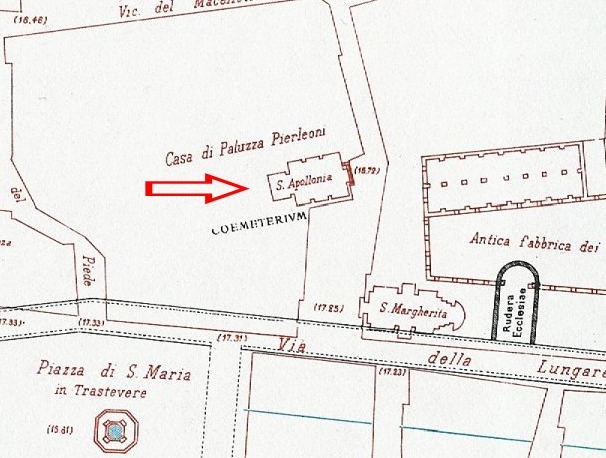
La chiesa nella mappa di Rodolfo Lanciani realizzata tra il 1893 e il 1901.

Il portale della chiesa si trovava in cima a tre gradini e si apriva su una facciata di stucco con due paraste per ciascun lato e una nicchia sopra la porta nella quale c'era un affresco di santa Apollonia; sull'architrave c'era l'iscrizione ECCLESIA S. CLARAE ET S. APOLLONIAE V. ET M ("chiesa di santa Chiara e di santa Apollonia, vergine e martire"). All'interno c'erano un altare maggiore e quattro altari laterali, due per ciascun lato. Erano dedicati all'Immacolata Concezione, alla Santissima Trinità, a San Pietro d'Alcántara e a San Cristoforo. La pala dell'altare principale era Sant'Apollonia con San Francesco e Santa Chiara, i santi patroni dei francescani. La chiesa conservava anche diverse reliquie di santi recuperate nel 1602, durante il pontificato del papa Clemente VIII, dal cimitero di Ciriaco e dalla catacomba di San Callisto. 
Il complesso del monastero includeva anche un conservatorio e un carcere, nel quale venne rinchiusa Lorenza Feliciani, la moglie del conte di Cagliostro. Secondo una leggenda anche Margherita Luti, la "Fornarina" di Raffaello, avrebbe trovato rifugio tra le mura di questo luogo quattro mesi dopo la morte dell'artista da lei amato. Se questa leggenda fosse vera, allora significa che questo carcere esisteva ancora prima della chiesa di Sant'Apollonia.